# Vester Hornum
Vester Hornum es una localidad situada en el municipio de Vesthimmerland, en la región de Jutlandia Septentrional (Dinamarca), con una población en 2012 de unos 572 habitantes.
Se encuentra ubicada en el centro de la región, en la península de Himmerland, junto a la costa del estrecho de Limfjord.